# Carollia manu
Carollia manu — вид родини листконосові (Phyllostomidae), ссавець ряду лиликоподібні (Vespertilioniformes, seu Chiroptera).

## Поширення
Вертикальний діапазон від 1300 до 2250 м. Знайдений в Перу і Болівії. Мало відомо про поведінку цього виду, але, ймовірно, як і інші члени роду проживає у вологих гірських лісах. 